# Alloxysta victrix
Alloxysta victrix är en stekelart som beskrevs av John Obadiah Westwood 1833. Enligt Catalogue of Life ingår Alloxysta victrix i släktet Alloxysta och familjen Charipidae, men enligt Dyntaxa är tillhörigheten istället släktet Alloxysta och familjen glattsteklar. Arten är reproducerande i Sverige. Inga underarter finns listade i Catalogue of Life.